# Loch Laro

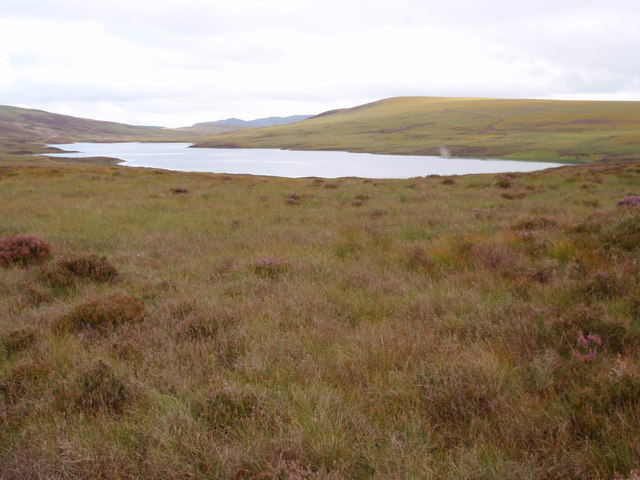
Blick über den See.

Der Loch Laro ist ein See (Loch), der auf dem Gebiet von Creich in der Region Highland im Norden von Schottland liegt. In Bezug auf die traditionellen Grafschaften zählt er zu Sutherland. 
Loch Laro hat mehrere kleine Zuflüsse. Entwässert wird der See nach Südosten über den An Uidh in den Loch an Lagain, von dort aus über den River Evelix in den Loch Evelix zum Dornoch Firth, einem Nordsee-Meeresarm an der schottischen Ostküste. 
Der See hat die Länge von etwa anderthalb Kilometern, seine Breite beträgt bis zu rund 300 Metern. Die Ufer des Sees sind unbewohnt, die nächsten Ortschaften liegen westlich entlang des Kyle of Sutherland.